# عناصر چهارگانه

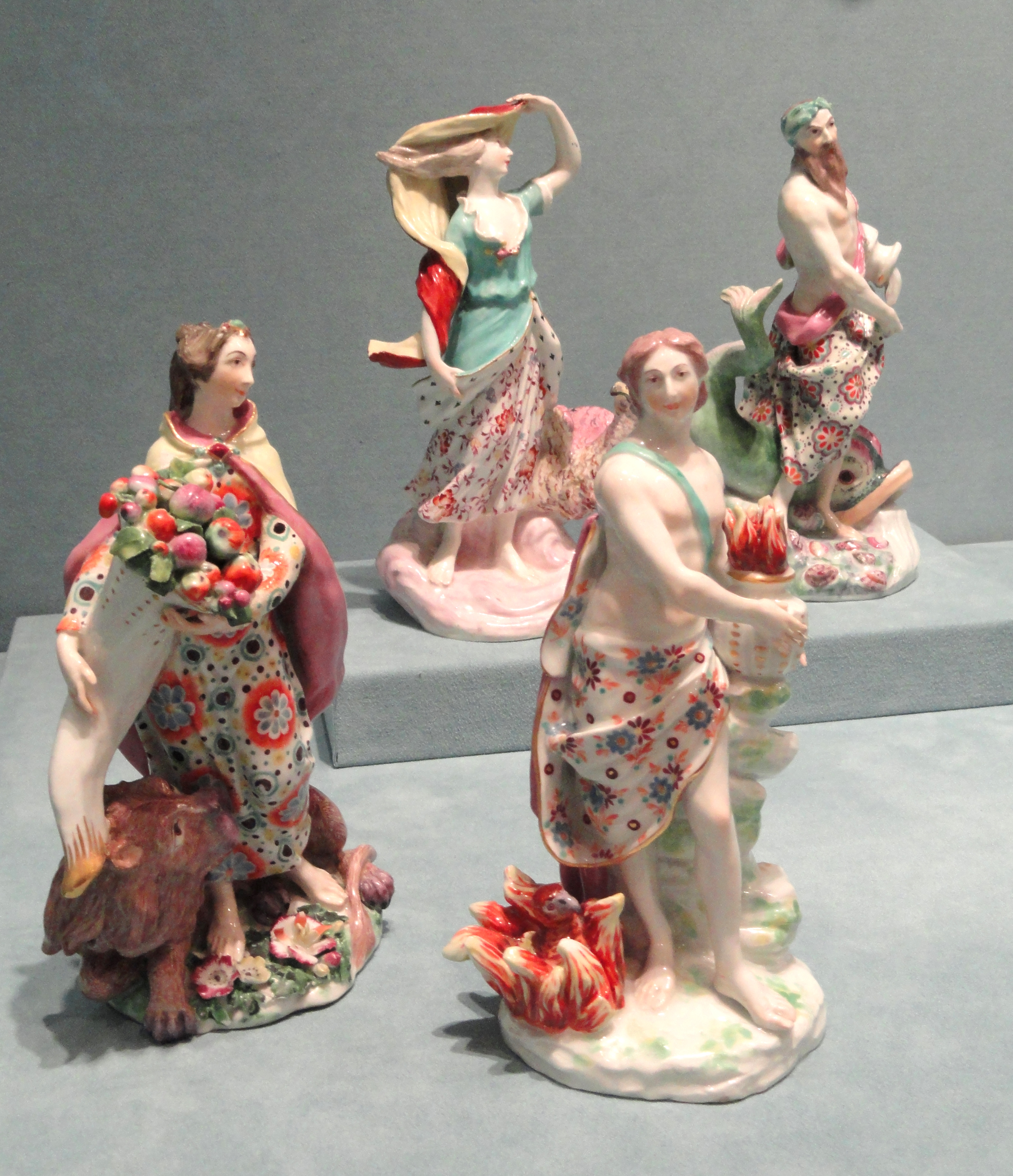
مجموعهٔ روکوکو از شخصیت‌بخشی چهار عنصر، دههٔ ۱۷۶۰، ساخته شده در پرسلن چلسی

عناصر چهارگانه یا عناصر اساسی یا چهار آخشیج، اشاره به آب (عنصر باستانی)، هوا (عنصر باستانی)، خاک (عنصر باستانی) و آتش (عنصر باستانی) در برخی از فرهنگ‌ها مانند یونان باستان عنصر دیگری به نام اثیر (عنصر باستانی) دارد. این عناصر برای توضیح ماهیت و پیچیدگی همه مواد از نظر مواد ساده‌تر ارائه شده‌است. فرهنگ‌های باستان در یونان باستان، مصر باستان، ایران باستان، بابل، ژاپن، تبت و هند باتان همه دارای فهرستی مشابه بوده‌اند، گاهی در زبان‌های محلی به «هوا» به‌عنوان «باد» و به عنصر پنجم به‌عنوان «باطل» اشاره می‌شود. یونانیان باستان این عناصر را عنصرهای سازندهٔ جهان می‌دانستند.
اگرچه این دیدگاه ممکن است بسیار عامیانه به نظر رسد، اثرهایی ژرف بر درک امروزی ما از جهان دارد. یکی از این آثار توجه به حالت‌های ماده‌است. مفهوم ماده و انرژی را می‌توان از اعتقاد به عناصر اربعه برداشت کرد؛ خاک نمایندهٔ حالت جامد، آب نمادی از حالت مایع، و هوا یادآور حالت گازی است و آتش نمایندهٔ حالت پلاسما. به این ترتیب چهار عنصر نخست، حالت‌های چهارگانهٔ ماده را یادآور می‌شوند.
نور خورشید را مخلوطی از هوا و آتش تصور می‌کردند و یخ را همان آب می‌دانستند که سختی سنگ را به‌دست آورده‌است.
ابن سینا در کتاب قانون در طب مدعی است که دو عنصر سنگین، یعنی خاک و آب، سازندهٔ اعضای بدن هستند و دو عنصر سبک، یعنی آتش و هوا، سازندهٔ روح بخاری هستند.
آتش نمایندهٔ مفهوم انرژی و بیانگر تغییرهایی است که انرژی در ماده و حالت‌های آن به‌وجود می‌آورد. بدین ترتیب مفهوم ماده و انرژی را به آسانی می‌توان از دیدگاه پیشینیان، برداشت کرد.

## ایران باستان
ایرانیان باستان چهار عنصر آب، باد، خاک و آتش را بسیار گرامی و مقدّس می‌شمردند و آن‌ها را به‌وجودآورندهٔ هستی و گردانندهٔ جهان می‌دانستند؛ تا آنجا که آیین بیشتر اقوام کهن ایرانی نیز همین عناصر طبیعت بوده‌است. در میان این خدایان، الههٔ آب، آتش، خورشید و آسمان، اهمیت بیشتری داشتند. طبیعت همواره در پیدایش تحول‌های مذهبی مردمانِ باستان و به ویژه آریایی‌های ساکن ایران و هند، نقشی بی‌بدیل داشته‌است. اعتقاد به قوای طبیعت به مرور زمان در میان آریایی‌ها، به‌صورت اعتقاد به خدایان مختلف درآمد و کم‌کم برای عناصری چون خورشید، ماه، ستارگان و باد، علائمی را اختراع کردند و آن‌ها را قوای خدایی نامیدند. اهمیت چهار عنصر آب، آتش، باد و خاک، بارزترین مظاهر طبیعت از آن نظر بوده که بنابر کهن‌ترین عقاید و باورهای پیشین، این عناصر نمایندهٔ پاکی و سرچشمهٔ زندگی در هستی بوده‌اند. در فرهنگ ایران باستان پاک نگهداشتن «چهار آخشیج» وظیفهٔ هر انسان است.